# Der Quingelwingelquie

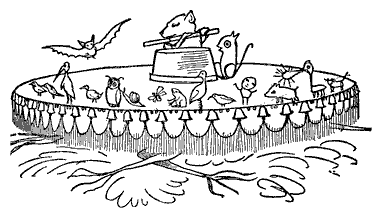
Illustration für das Gedicht The Quangle Wangle's Hat in dem Buch Laughable Lyrics von Edward Lear

Der Quingelwingelquie (englischer Originaltitel The Quangle Wangle's Hat) ist ein Kindergedicht des englischen Künstlers, Illustrators und Autors Edward Lear, das 1876 beim Verlag Thomas McLean veröffentlicht wurde. Die deutsche Erstausgabe mit einer Übersetzung durch Hans Adolf Halbey erschien 1969 beim Sellier Verlag.

## Inhalt
Der Quingelwingel, dessen Gesicht unter einem riesigen Hut verborgen ist, sitzt auf dem Krumpelbaum. Er fühlt sich einsam und ist deshalb hocherfreut, als ihn ein Kanarienvogelpaar bittet, auf seinem Hut ein Nest bauen zu dürfen. Nach und nach kommen viele weitere Tiere hinzu, die sich allesamt auf dem Riesenhut niederlassen: Der Storch, die Ente, die Eule, eine Schnecke, eine Hummel, ein Frosch sowie jede Menge Phantasiekreaturen wie das Fimmelhuhn mit dem Korkenzieherbein, der kleine Oympia-Bär, der flötespielende Blau-Pavian, ein Giftwanstfresser oder das Orientkalb aus der Morgenröte. Der Quingelwingel freut sich über das bunte Treiben auf seinem Hut und alle tanzen zum Flötenspiel des Blau-Pavians.

## Rezeption
In einer Rezension zu einer Ausgabe aus dem Jahr 2005 mit Illustrationen von Louise Voce schreibt Publishers Weekly: „Lears Zusammenstellung skurriler Kreaturen in diesem luftigen Gedicht kann es mit denen in ‚The Owl and the Pussycat‘ aufnehmen … Lears Poesie hat im Laufe der Jahrzehnte weder an Charme noch an Magie verloren.“ Nancy Keating schreibt in ihrer Rezension zur selben Ausgabe: „Die fantasievollen Tiere in Reimform mit skurrilen und bunten Illustrationen sind entzückend. Es gibt auch eine Menge erfundener Wörter, die die Geschichte amüsant und unterhaltsam machen. Das Buch bietet viele Möglichkeiten für den Unterricht: Vergleich von Realem und Imaginärem; Sequenzierung; und Nacherzählung. Die Geschichte erinnert an The Mitten (Putnam, 1989).“

## Besonderheiten
Lear baut in Der Quingelwingelquie auch Figuren aus anderen Gedichten von ihm ein, wie beispielsweise ‚die Buntkuh mit der leuchtenden Nase‘ oder ‚The Pobble who has no toes'.

## Referenzen
Der Quingelwingelquie ist in dem literarischen Nachschlagewerk 1001 Kinder- und Jugendbücher – Lies uns, bevor Du erwachsen bist! für die Altersstufe 3+ Jahre enthalten.

## Ausgaben
- The Quangle Wangle's Hat. Thomas McLean, GB 1876 (englisch).
- Der Quingelwingelquie. Sellier, Freising 1969.